# Alsemberg (helling)
De Alsemberg is een helling in Vlaams-Brabant vooral bekend door de wielerwedstrijd de Brabantse Pijl. De organisatoren van deze wedstrijd gaven deze helling de naam van het dorp, maar in de volksmond heet de helling de 'Kerkenberg' omdat de helling zich rond de hertogelijke kerk van Alsemberg draait.
In de berekeningen is ook de uitlopende strook kassei opgenomen. Hierdoor is het gemiddelde stijgingspercentage aan de lage kant, maar de lengte wel vrij lang voor een Brabantse helling.
Tot voor enkele jaren lag de aankomst van 2 semi-klassiekers boven op deze 'berg'. Nu komen Parijs-Brussel en de Brabantse Pijl respectievelijk aan op de Heizel en Overijse.
De recreatieve fietsroutes LF Vlaanderenroute, LF Heuvelroute en LF Groene Gordelroute gaan ook over deze helling.